# Submarine (soundtrack)
Submarine es el EP debut del vocalista, guitarrista y principal compositor de la banda inglesa de indie rock Arctic Monkeys, Alex Turner.  Fue lanzado el 18 de marzo de 2011 en el Reino Unido. El EP se compone de seis canciones originales de Alex Turner para la película Submarine y es lanzado por Domino. Submarine (película), la película debut de Richard Ayoade, se basó en la novela de Joe Dunthorne.

## Composición
Las canciones fueron escritas y tocadas por Turner. En su primer trabajo como solista, Turner cambió su estilo de rock habitual y ofrece cinco canciones acústicas diferentes. La canción "Piledriver Waltz" fue posteriormente regrabada por la banda de Turner Arctic Monkeys, para su cuarto álbum Suck It and See. La cantante de country Caitlin Rose realizó un cover de la canción "Piledriver Waltz" para el Record Store Day 2012, junto con una versión de otra canción de Arctic Monkeys, "Love Is a Laserquest".

## Lista de canciones
Toda la música compuesta por Alex Turner. Las letras fueron compuestas por Alex Turner y James Ford.

| N.º | Título                             | Duración |  |
| 1.  | «Stuck on the Puzzle (Intro)»      | 0:54     |  |
| 2.  | «Hiding Tonight»                   | 3:07     |  |
| 3.  | «Glass in the Park»                | 4:00     |  |
| 4.  | «It's Hard to Get Around the Wind» | 4:07     |  |
| 5.  | «Stuck on the Puzzle»              | 3:31     |  |
| 6.  | «Piledriver Waltz»                 | 3:25     |  |

## Posicionamiento
| Listas                           | Posición |
| -------------------------------- | -------- |
| Ireland (IRMA)                   | 56       |
| France (French Albums Chart)     | 97       |
| UK (The Official Charts Company) | 35       |